# Kruchten

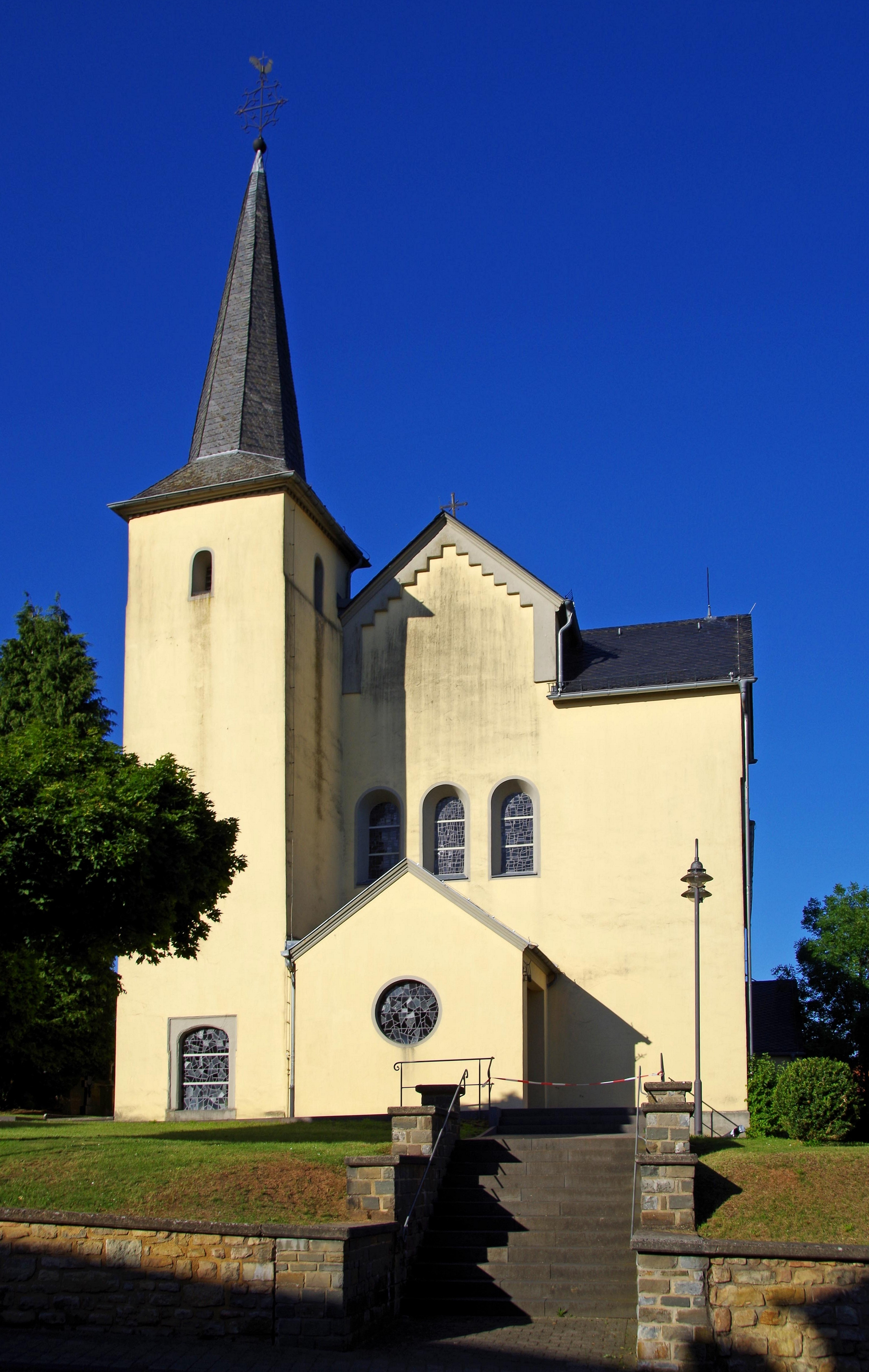
St. Maximin (Kruchten), Westseite

Kruchten ist eine Ortsgemeinde im Eifelkreis Bitburg-Prüm in Rheinland-Pfalz. Sie gehört der Verbandsgemeinde Südeifel an.

## Geographie
Die Gemeinde liegt im Naturpark Südeifel. Zu Kruchten gehören auch die Weiler Neuafrika und Schwarzenbruch.
Nachbarorte von Kruchten sind die Ortsgemeinden Hommerdingen im Norden, Nusbaum im Osten, Biesdorf im Südwesten und Körperich im Nordwesten.

## Geschichte
Durch Funde von Steinbeilen und anderen Gegenständen aus der Steinzeit ist belegt, dass Kruchten schon in der Frühgeschichte besiedelt war. Auch die Römer haben Spuren hinterlassen was Münzfunde und Mauerreste bezeugen. Zudem wurden wiederholt Brandgräber südlich des Ortes entdeckt, die teilweise aus dem 1. Jahrhundert n. Chr. stammen. Ab etwa 400 n. Chr. wurden die Römer von den Franken verdrängt, was durch Grabstellen belegt ist.
Die Franken teilten das Gebiet in Gaue ein. Um 850 wird der Sitz des Gaugrafen von Trier nach Bitburg verlegt. Der Gau hieß fortan Bed-Gowe (Beda-Gau). Der heute noch im Volksmund gebräuchliche Ausdruck „Bekow“ bezieht sich auf den alten Gau, entspricht aber nicht mehr dem gleichen Gebiet. Aus dieser Zeit datieren erste Urkunden über Kruchten und zwar als „Cruten“ aus den Jahren 751 und 763. Ob diese Urkunden allerdings Kruchten (Eifel) oder Cruchten (Luxemburg) meinen ist nicht mit endgültiger Sicherheit feststellbar. Erste sich definitiv auf Kruchten (Cruten uff dem Ebent) beziehende Urkunde stammt aus dem Jahre 907, in der Graf Reginar Langhals das „Gut Cruten“ zurückgab an die Reichsabtei Echternach, der es vor 849 unrechtmäßig entzogen worden war.
In den folgenden Jahrhunderten wird Kruchten immer wieder unter unterschiedlichen Namen urkundlich erwähnt:
1161 Crufta – 1346 Cruchten – 1547 Crochten – 1570 Cruichten – 1623 Cruchten – 1933 Kruchten
Der südwestliche Eifelraum und damit auch Kruchten hat seine territoriale Zugehörigkeit zwar mehrfach gewechselt, blieb aber über Jahrhunderte luxemburgisch. Im Jahre 1443 kam das ganze Gebiet an das Haus Burgund, von 1482 bis zur französischen Besetzung im Jahr 1684 im Rahmen des Reunionskrieges zum Hause Habsburg. Von 1698 bis 1715 war es Teil der spanischen Niederlande, von 1715 bis 1795 zählte es im Herzogtum Luxemburg zur Grafschaft Vianden und damit zu den österreichischen Niederlanden. Von 1795 bis 1814 war es wieder Teil Frankreichs (Departement der Wälder), danach vorübergehend Teil des Generalgouvernements Niederrhein und schließlich wurde es im Jahre 1815 Teil des Königreichs Preußen und von diesem 1822 der Rheinprovinz zugeordnet, bei der es bis 1945 blieb. 1946 kam es dann zum damals neu gebildeten Land Rheinland-Pfalz.
Bevölkerungsentwicklung
Die Entwicklung der Einwohnerzahl von Kruchten, die Werte von 1871 bis 1987 beruhen auf Volkszählungen:
| Jahr | Einwohner |
| ---- | --------- |
| 1815 | 215       |
| 1835 | 387       |
| 1871 | 385       |
| 1905 | 422       |
| 1939 | 519       |
| 1950 | 448       |
| 1961 | 414       |

| Jahr | Einwohner |
| ---- | --------- |
| 1970 | 433       |
| 1987 | 431       |
| 1997 | 407       |
| 2005 | 398       |
| 2011 | 383       |
| 2017 | 382       |
| 2023 | 395       |

## Politik

### Gemeinderat
Der Gemeinderat in Kruchten besteht aus acht Ratsmitgliedern, die bei der Kommunalwahl am 9. Juni 2024 in einer Mehrheitswahl gewählt wurden, und dem ehrenamtlichen Ortsbürgermeister als Vorsitzendem (derzeit vakant).

### Bürgermeister
Das Amt ist derzeit vakant. Zuletzt hatte Franziska Hermes dieses Amt am 25. Juli 2019 von Hermann Jakobi übernommen. Da bei der Direktwahl am 26. Mai 2019 kein gültiger Wahlvorschlag eingereicht wurde, oblag die Neuwahl des Bürgermeisters gemäß rheinland-pfälzischer Gemeindeordnung dem Rat, der sich auf seiner konstituierenden Sitzung für Hermes entschied. Für die Direktwahl am 9. Juni 2024 lag erneut kein Wahlvorschlag vor. Die Position des Ortsbürgermeisters blieb auch nach der konstituierenden Sitzung des neuen Gemeinderates am 1. August 2024 vakant. Gewählt wurden Stefan Billen zum Ersten Beigeordneten und die bisherige Ortsbürgermeisterin Franziska Hermes sowie Dietmar Mayer zu weiteren Beigeordneten. Eine Aufgabenverteilung wurde vorgenommen.

### Wappen
| Wappen von Kruchten | Blasonierung: „Schräglinks geteilt in Weiß und Rot mit einem Lilienendenkreuz in verwechselten Farben.“ |
| Wappen von Kruchten | Wappenbegründung: Kruchten war lange eng verbunden sowohl mit der Abtei Echternach wie auch der Trierer Abtei St. Maximin, deren Schutzheiliger auch Patron der Pfarrkirche von Kruchten ist. Die Abtei Echternach führte als Signum ein Lilienkreuz, das mit einer Schwurhand belegt war. Davon ausgehend wurde ein Lilienkreuz als Signum für Kruchten gewählt, das im schräg-links geteilten rot-weißen Schild mit verwechselten Farben steht. Die Farben Rot-Weiß deuten auf die einstige gerichtliche Zugehörigkeit Kruchtens zur Grafschaft Vianden hin, deren Grafen die Farben Rot-Weiß führten. Die Teilung des Schildes symbolisiert zudem die Teilung der Grundherrschaft des Ortes zwischen den beiden genannten Abteien. Das Wappen wurde entworfen von Karl E. Becker, Malberg. |

## Sehenswürdigkeiten
Auf dem Soldatenfriedhof in Kruchten-Schwarzenbruch haben 88 Soldaten des Zweiten Weltkrieges ihre letzte Ruhe gefunden. Der Friedhof wird betreut durch den Volksbund Deutsche Kriegsgräberfürsorge.
Siehe auch: Liste der Kulturdenkmäler in Kruchten

### Verkehr
In Kruchten kreuzen sich die Landesstraße L 2 und die Kreisstraße K 1.